# Einfache Funktion
In der Mathematik, speziell in der Analysis, ist eine einfache Funktion eine Funktion, die messbar ist und nur endlich viele Werte annimmt. Dabei ist der Wertebereich {\displaystyle \mathbb {R} } oder allgemeiner ein Banachraum. Einfache Funktionen spielen eine zentrale Rolle in der Integrationstheorie.
Eine einfache Funktion wird auch als Elementarfunktion  oder als Treppenfunktion bezeichnet.

## Definition
Sei {\displaystyle (X,\Sigma )} ein Messraum und {\displaystyle V} ein (reeller oder komplexer) Banachraum. Eine Funktion {\displaystyle u\colon X\to V} heißt einfache Funktion, falls folgende Bedingungen erfüllt sind:
- {\displaystyle u} nimmt nur endlich viele Werte {\displaystyle \{v_{1},\ldots ,v_{n}\}} an
- {\displaystyle u} ist messbar, d. h. für alle {\displaystyle v\in V} gilt {\displaystyle u^{-1}(\{v\})\in \Sigma }.

Ist {\displaystyle u\colon X\to V} sogar auf einem Maßraum {\displaystyle (X,\Sigma ,\mu )} definiert, so verlangt man manchmal noch zusätzlich, dass
- {\displaystyle \mu (u^{-1}(V\setminus \{0\}))}

endlich ist.
Dazu äquivalent ist, dass die Funktion {\displaystyle u} eine Darstellung der Form
{\displaystyle u(x)=\sum _{i=1}^{n}v_{i}\cdot \chi _{E_{i}}(x)}
besitzt.
Dabei ist {\displaystyle v_{i}\in V} und {\displaystyle \chi _{E_{i}}} bezeichnet die charakteristische Funktion der messbaren Menge {\displaystyle E_{i}=u^{-1}(\{v_{i}\})\in \Sigma }. Diese Darstellung nennt man kanonisch.

### Abzählbarwertige Funktionen
Die Definition lässt sich auf eine unendliche Folge {\displaystyle A_{1},A_{2},\dots } messbarer disjunkter Mengen und eine unendliche Folge von realen oder komplexen Werten {\displaystyle a_{1},a_{2},\dots } verallgemeiner
{\displaystyle f(x)=\sum _{k=1}^{\infty }a_{k}{\mathbf {1} }_{A_{k}}(x),}
welche man abzählbarwertige Funktion nennt.

## Eigenschaften
Summen, Differenzen und Produkte (vorausgesetzt, {\displaystyle V} ist eine Banachalgebra) von einfachen Funktionen sind wieder einfach, ebenso skalare Vielfache. Somit bildet die Menge der einfachen Funktionen einen Vektorraum (eine [kommutative] Algebra, wenn {\displaystyle V} eine [kommutative] Algebra ist) über {\displaystyle \mathbb {R} } bzw. {\displaystyle \mathbb {C} }.

## Verwendung
Einfache Funktionen spielen eine zentrale Rolle bei der Definition des Lebesgue-Integrals und des Bochner-Integrals. Dabei wird das Integral zunächst für positive (wenn {\displaystyle V\in \{\mathbb {R} ,\mathbb {C} \}}) einfache Funktionen durch
{\displaystyle \int _{\Omega }u\,{\rm {d}}\mu :=\sum _{i=1}^{m}v_{i}\mu (E_{i})}
definiert und dann durch Approximation auf weitere Funktionen übertragen. Dabei ist {\displaystyle v_{i}} einer der endlich vielen Werte der einfachen Funktion {\displaystyle u}. {\displaystyle E_{i}=u^{-1}(\{v_{i}\})} ist die Menge der Werte, für die {\displaystyle u} gleich {\displaystyle v_{i}} ist.

## Abgrenzung zu Treppenfunktionen
Häufig werden einfache Funktionen mit Treppenfunktionen verwechselt, die zur Definition des Riemann-Integrals verwendet werden. Beide Funktionen nehmen nur endlich viele Funktionswerte an. Eine Treppenfunktion besteht jedoch auch nur aus endlich vielen Intervallen, auf denen sie konstante Funktionswerte hat. Eine einfache Funktion dagegen kann zum Beispiel auf beliebig vielen Intervallen immer abwechselnd zwei Funktionswerte annehmen und ist damit keine Treppenfunktion mehr. Insbesondere ist die Indikatorfunktion der rationalen Zahlen {\displaystyle \chi _{\mathbb {Q} }} (Dirichlet-Funktion) eine einfache Funktion, obwohl sie nicht Riemann-integrierbar ist.